# La Feu del Torres
La Feu del Torres és un sot, o vall estreta i feréstega, del terme municipal de Sant Quirze Safaja, a la comarca del Moianès. Pertany al territori del poble rural de Bertí.
És a l'esquerra del Rossinyol, al sud-oest del territori de Bertí. Queda a prop i al nord-est de Sant Miquel del Fai. És al sud-est de la Roca Gironella, a llevant del Pla d'Iglésies i al sud-est de la masia del Serrà. És la part més occidental del Sot de les Taules.